# 877
877 (DCCCLXXVII) fue un año común comenzado en martes del calendario juliano, en vigor en aquella fecha.

## Acontecimientos
- 16 de junio: Carlos el Calvo firma la Capitular de Quierzy.

## Fallecimientos
- Juan Escoto Erígena, filósofo.
- 6 de octubre - Carlos el Calvo, rey de Francia.